# Groß-Siegharts
Groß-Siegharts là một đô thị thuộc huyện Waidhofen an der Thaya trong bang Niederösterreich, Áo.